# Эг (паровоз)
ЭГ (германского производства) — грузовой паровоз типа 0-5-0, выпускавшийся в Германии (Веймарская республика) с 1921 по 1923 год по заказу Советской России. По конструкции в целом аналогичен паровозам серии Э «типа 1917 года», имея при этом некоторые отличия.
По данным на 1939—1940 годы, Эш и ЭГ работали на 37 из 43 существовавших на тот момент в СССР железных дорогах. В период Великой Отечественной войны их включали в состав колонн паровозов особого резерва (ОРКП), обслуживавших фронтовые и прифронтовые участки. В частности Эш4161 (в составе ОРКП-16) обслуживал Турксиб, а Эш4375 — железнодорожную часть Дороги жизни, доставляя грузы в блокадный Ленинград, а позже и Дорогу победы.